# 鯛麺

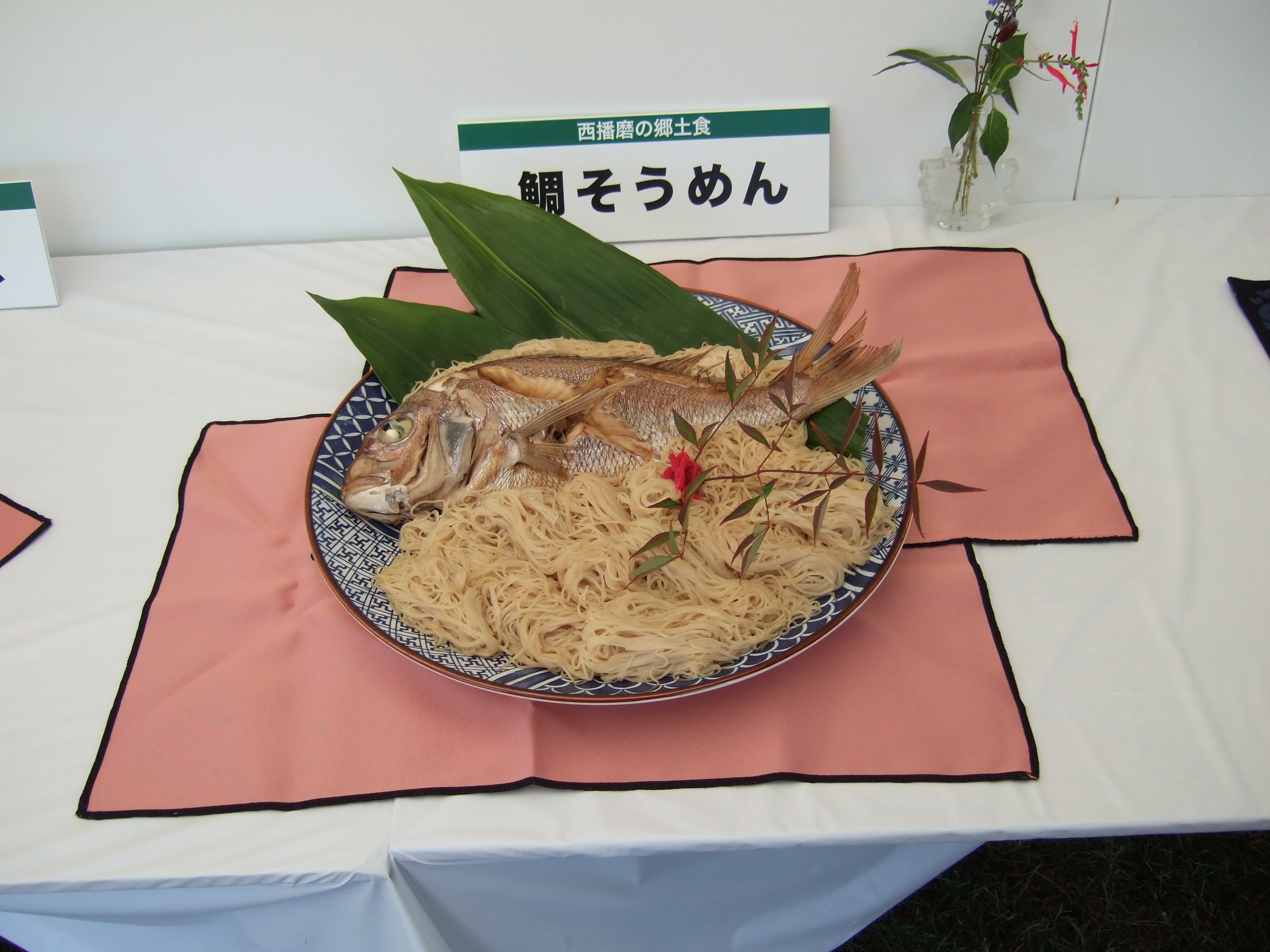
鯛そうめん（西播磨）

鯛麺（たいめん）とは、瀬戸内海や豊後水道沿岸地域に広く伝わる郷土料理。鯛素麺（たいそうめん）とも呼ばれる。
岡山県、広島県、愛媛県、大分県などで同様の料理が伝わっている（但し大分県ではうどんを用いる）。

## 概要
各地域によって詳細は異なるが、一尾を丸ごと料理した鯛と素麺とを大皿へと盛りつけた料理である。
日本では鯛、素麺ともに縁起物とされることが多く、その両者を用いたこの料理も縁起物の料理として、結婚式や棟上げ式、年祝いなどでよく食されていた。
2016年にホットペッパーグルメ外食総研が行った飲んだ後に食べる「〆（しめ）グルメ」の調査では鯛そうめんが8位にランキング入りしている。

## 鯛百珍料理秘密箱
天明5年（1785年）に出版された『鯛百珍料理秘密箱』上巻には「鯛麪（鯛麺）」「長崎鯛麪（長崎鯛麺）」が掲載されている。
鯛麪
出汁醤油で茹でた素麺を焼いた鯛の頭から尾まで幾重にも巻き付けて、再度、出汁醤油で煮た料理。
鯛はワタを取って焼き、ミツバの軸、シュンギク、千切ったシイタケ、平焼き麩や焼き栗を千切ったものを鯛の腹に詰め、薄焼き卵を千切ったものを鯛の上にかける。
長崎鯛麪
茹でた素麺を油を塗って焼いた鯛の頭から尾まで幾重にも巻き付けて、シュンギクかミツバを敷いた鍋に入れ、千切ったシイタケや薄焼き卵、薄切りにしたダイコンなどを乗せ、ダシ醤油と酒を合わせたもので煮る。

## 滋賀県

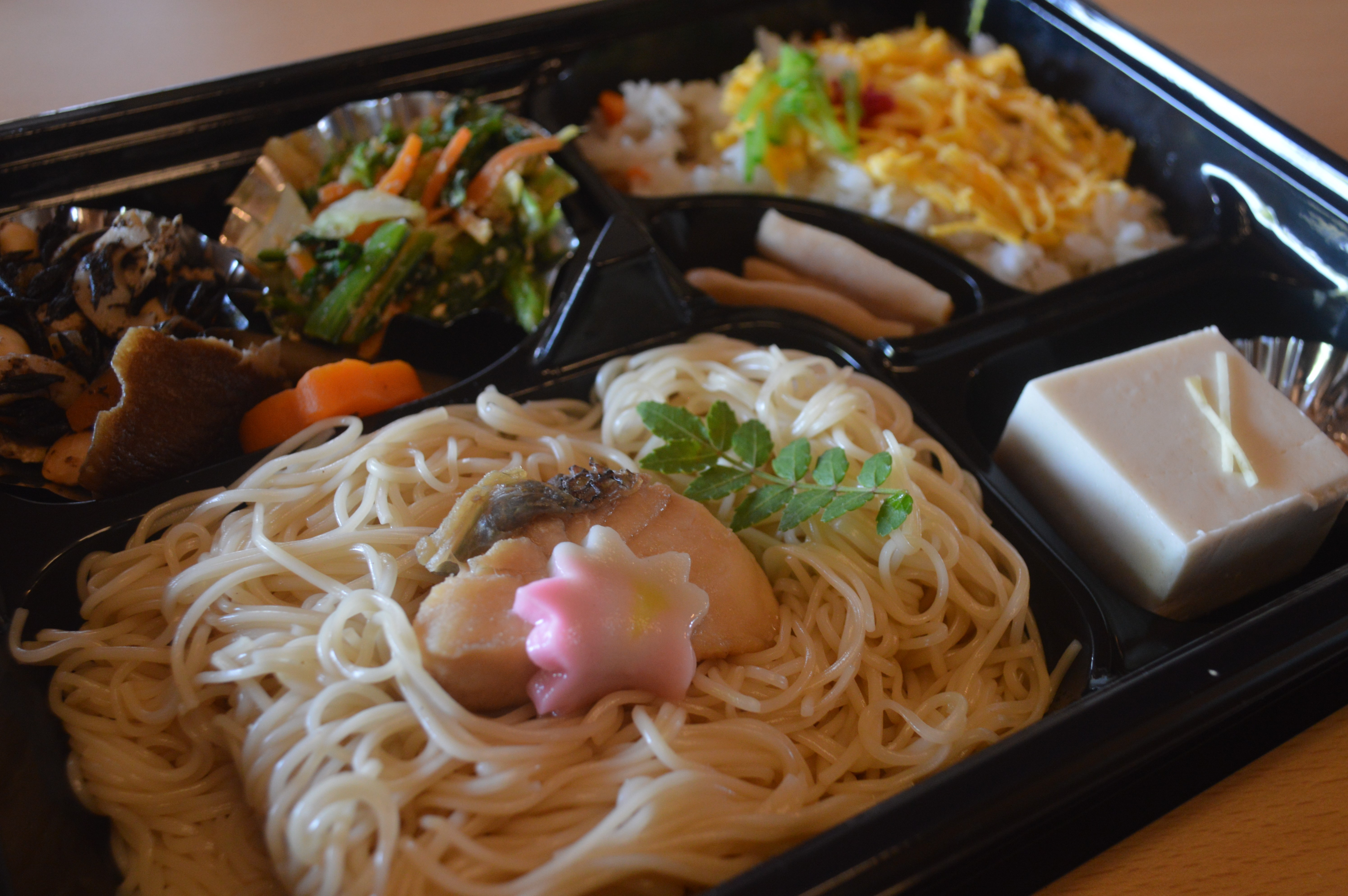
滋賀県蒲生郡日野町の鯛そうめん

鯛そうめん（たいそうめん）は、滋賀県蒲生郡日野町の郷土料理。ムシリとも呼ばれる。
桜鯛を醤油味で甘辛く煮付けて、その煮汁で素麺を炊いて、姿煮の桜鯛と素麺とを大皿に盛りつけた料理である。
5月3日の日野祭には欠かせない御馳走である、各家庭でも作られる。また婚礼の際など、ハレの日の料理としても食されている。
「ムシリ」は桜鯛の身を「むしって食べる」ことから。

## 兵庫県

### 赤穂市
鯛そうめんは兵庫県赤穂市の郷土料理。
塩焼きした鯛をダシ汁で姿煮して大皿に盛り付け、別途、硬めに茹でておいた素麺を煮汁でさっと茹で鯛の周囲に盛り付けた料理。
結婚式、誕生日など祝い事の際によく食される料理。

### 南あわじ市
鯛そうめんは兵庫県南あわじ市の郷土料理。
もみじ鯛（秋の旬を迎えて脂の乗った真鯛）に片栗粉をまぶして揚げ、カツオ出汁で煮たものを別途茹でておいた素麺を盛り付けた大皿の上に乗せ、煮汁をかけた料理。または、丸ごと唐揚げにした鯛を蒸して油抜きして素麺に乗せた料理。四国の郷土料理が伝わったものとされる。

## 岡山県

### 浅口市
鯛めん（たいめん）は岡山県浅口市の伝承料理。ゆでた素麺の上に鯛の姿煮を乗せた大皿料理である。
浅口市は素麺が特産であり、素麺は「細く長い」ことから縁起物とされてきた。その素麺と縁起物の鯛を組み合わせた料理であり、婚礼の席や棟上げ式といった祝いの席には欠かせない料理である。
婚礼の席では宴席の締めに出され、大皿からめいめいが取り分けて食していた。
今日では婚礼などの祝いの形態も変化しており、鯛めんが食される機会も減ってきている。

### 岡山市
鯛そうめん（たいそうめん）は、岡山県岡山市の郷土料理。真鯛の兜煮（鯛の頭部を用いた料理）の煮汁と素麺を和えて、真鯛と共に盛り付けた料理である。
老舗割烹料理店「かどや」2代目・西岡邦夫が考案した料理である。婚礼の席などでも供される。

## 広島県
鯛めん、鯛そうめんは広島県の尾道市や廿日市市などの瀬戸内海沿岸地域で食されている郷土料理。祝いの席では「鯛めん」、家庭では「鯛そうめん」と呼び分けられている。
茹でた素麺を大皿に波形に盛り付け、その上に鯛の姿煮を乗せて、木の芽やキュウリ、錦糸卵、甘辛く煮たシイタケなどを添えた料理。食べる際には、小皿にとりわけて、鯛の煮汁をかけ汁として用いる。
棟上げ、喜寿や米寿の祝い、結婚式、船おろしといった祝いの席でふるまわれる料理である。またお盆や厳島神社の管絃祭といった行事の際にも食される。
家庭で日常的に作る際には鯛の代わりにメバル、クロダイ（チヌ）、オコゼ、イサキなどを使うこともある。

## 香川県
鯛そうめん（たいそうめん）は、香川県の郷土料理。県内全域で食されている。鯛麺とも呼ばれる。
塩締めした鯛を1匹丸ごと醤油、砂糖、酒を加えた大鍋で煮込み、ゆでた素麺と共に大皿に盛り付けた料理である。
婚礼の最後を飾る伝統料理であり、讃岐伊勢音頭に合わせて新郎新婦が2人で鯛そうめんを盛った大鉢を乗せた座卓ごと揺すりながら料理を供するというのが習わしであった。この他、新家の棟上げ式や、漁船の進水式といった祝いの席でも振る舞われた。このように祝いの席に欠かせない料理となったのは明治時代以降であり、江戸時代には武家の献立として記録が残されている。城内で勤めていた料理人が明治になって市中で料理を披露するようになって、広まったのではないかと推測されている。
香川県三豊市詫間町では「鯛の浜焼き」も盛んであるが、鯛は煮ずに焼いたものを素麺と共に大皿に盛り付けることもある。この他、着色された素麺を使用したり、錦糸卵や野菜の飾り切りと共に盛り付ける、雄と雌の鯛を腹合わせにして出すといった地域もある。
また、丸ごと1匹ではなく、切り身を使用して手軽に食べられるようにしたものを提供している飲食店もある。

## 愛媛県
鯛そうめん（たいそうめん）は、愛媛県の郷土料理。県内全域で食されている。南予地方では鯛のめんかけ、松山市周辺では鯛めんとも呼ばれる。
姿煮にした鯛を茹でた素麺と一緒に大皿に盛りつけ、鯛の煮汁をつけ汁として、またはかけ汁として食べる料理。
瀬戸内海沿岸部で良く食べられる料理であり、南予地方では、錦糸卵、千切りシイタケを付け合わせとして、薬味と共に食する。松山地域では、五色素麺を用いることが多く、神への供物にもされていた。
七夕の織姫にちなんで、七夕に糸のような素麺を食べるという風習は室町時代からあり、江戸時代になると庶民の間にも広まった。
素麺、鯛は共に縁起ものであり、婚礼や棟上げ、還暦などの祝いで供されることの多い料理である。婚礼では、素麺は「細く長く幾重にも幸せが続くよう」にとの願いがあり、鯛は「両家の親族が対面したことを祝う」ともされる。宇和島市では、鯛そうめんと共にふくめんという大皿料理を上座に並べておく風習がある。

## 大分県
鯛麺（たいめん）は、大分県姫島村の郷土料理。うどんの上に煮込んだ鯛を丸ごと1匹乗せた料理である。
軽く塩焼きした鯛をダシ汁で煮る。鯛の出汁が染み出たダシ汁でうどんをゆがく。大皿にうどんを波に見立てて盛り付け、うどんの上に鯛を飾る。
以前は婚礼の席には欠かせない料理だった。婚礼以外にも、子供の初節句の祝い、漁師が漁船を新調した時など、様々な祝いの席で供された。
家庭では作られる機会が減ってきている。

## 熊本県

### 山都町
鯛そうめんは熊本県上益城郡山都町馬見原地域（旧・馬見原町）の郷土料理。
馬見原は内陸地であり鯛は獲れないが、江戸時代には宿場町であり酒造業でも栄え、料亭などもある商人の町であった。裕福な商人たちは日向灘で獲れる鯛を大分県竹田を経由して運ばせたり、天草灘で獲れた鯛を運ばせていた。
結婚式などで食されるハレの料理として受け継がれており、各家庭にはタイを丸ごと煮付けにできる大きさの鍋や盛り付ける器が用意されていた。
大分県姫島村から伝わった料理とされている。

### 天草
鯛そうめんは熊本県天草地域の郷土料理。鯛めんとも呼ばれる。
刺身にした後の鯛の頭や中骨といったアラを「アラ炊き」にし、その煮汁を素麺にかけて食する料理。祝い事の際に提供された料理である。
天草は真鯛が豊富に獲れ、島原素麺（長崎県南島原市）から素麺の食文化の影響も受けている。

## その他
鯛のすり身に卵白と塩を加え、穴の空いた筒に入れて、沸騰する湯の中に細長く押し出したものを鯛素麺と呼ぶ。
また、鯛のすり身を板の上に薄く伸ばし、湯をかけた後に細切りにしてから茹でる調理法もあった。
吸物や汁物に使われた。